# Volei la Jocurile Olimpice de vară din 2020

Ariake Arena

Probele sportive de volei la Jocurile Olimpice de vară din 2020 au inclus partidele de volei de sală, care s-au disputat pe Ariake Arena în perioada 24 iulie–8 august 2020, în timp ce partidele de volei pe plajă au avut loc la Shiokaze Park.

## Medaliați
| Probă                   | Aur | Argint | Bronz |
| Masculin Detalii        | Franța · Stephen Boyer · Antoine Brizard · Daryl Bultor · Barthélémy Chinenyeze · Trévor Clévenot · Jenia Grebennikov · Nicolas Le Goff · Yacine Louati · Earvin N'Gapeth · Jean Patry · Kevin Tillie · Benjamin Toniutti                                 | COR Denis Bogdan Valentin Golubev Ivan Iakovlev Egor Kliuka Igor Kobzar Ilyas Kurkaev Maksim Mikhaylov Pavel Pankov Viktor Poletaev Yaroslav Podlesnykh Dmitry Volkov Artem Volvich                                                              | Argentina · Facundo Conte · Santiago Danani · Luciano De Cecco · Agustín Loser · Bruno Lima · Nicolás Méndez · Ezequiel Palacios · Federico Pereyra · Cristian Poglajen · Martín Ramos · Matías Sánchez · Sebastián Solé |
| Feminin Detalii         | Statele Unite ale Americii · Foluke Akinradewo · Michelle Bartsch-Hackley · Andrea Drews · Micha Hancock · Kimberly Hill · Jordan Larson · Chiaka Ogbogu · Jordyn Poulter · Kelsey Robinson · Jordan Thompson · Haleigh Washington · Justine Wong-Orantes | Brazilia · Camila Brait · Tandara Caixeta · Macris Carneiro · Ana Beatriz Corrêa · Ana Carolina da Silva · Ana Cristina de Souza · Fernanda Garay · Carol Gattaz · Gabriela Guimarães · Rosamaria Montibeller · Natália Pereira · Roberta Ratzke | Serbia · Bianka Buša · Mina Popović · Slađana Mirković · Brankica Mihajlović · Maja Ognjenović · Ana Bjelica · Maja Aleksić · Milena Rašić · Silvija Popović · Tijana Bošković · Bojana Milenković · Jelena Blagojević   |
| Masculin, plajă Detalii | Anders Mol · și Christian Sørum · Norvegia (NOR) | Viacheslav Krasilnikov și Oleg Stoyanovskiy (COR) | Ahmed Tijan · și Cherif Younousse · Qatar (QAT) |
| Feminin, plajă Detalii  | Alix Klineman și April Ross (USA) | Mariafe Artacho del Solar și Taliqua Clancy (AUS) | Joana Heidrich și Anouk Vergé-Dépré (COR) |

## Clasament pe medalii
| Loc   | Țară                       | Aur | Argint | Bronz | Total |
| ----- | -------------------------- | --- | ------ | ----- | ----- |
| 1     | Statele Unite ale Americii | 2   | 0      | 0     | 2     |
| 2     | Franța                     | 1   | 0      | 0     | 1     |
| 2     | Norvegia                   | 1   | 0      | 0     | 1     |
| 4     | COR                        | 0   | 2      | 0     | 2     |
| 5     | Australia                  | 0   | 1      | 0     | 1     |
| 5     | Brazilia                   | 0   | 1      | 0     | 1     |
| 7     | Argentina                  | 0   | 0      | 1     | 1     |
| 7     | Qatar                      | 0   | 0      | 1     | 1     |
| 7     | Serbia                     | 0   | 0      | 1     | 1     |
| 7     | Elveția                    | 0   | 0      | 1     | 1     |
| Total | Total                      | 4   | 4      | 4     | 12    |